# Quanfloden
Quanfloden eller Quan He (泉河) är en flod i Kina. Det ligger i den centrala delen av landet, 800 km söder om huvudstaden Peking. I Fuyang i Anhui ansluter Quanfloden som biflod till Yingfloden.